# Медико-генетический научный центр имени академика Н. П. Бочкова
Медико-генетический научный центр имени академика Н.П. Бочкова (МГНЦ) — ведущее российское научное учреждение, занимающееся медицинской генетикой и генетикой человека. Основные научные направления деятельности МГНЦ включают диагностику, профилактику и лечение наследственных заболеваний человека. Целью и предметом деятельности ФГБНУ «МГНЦ» является проведение фундаментальных, поисковых и прикладных (в том числе клинических) научных исследований, направленных на получение новых знаний в области медицинской генетики, подготовка высококвалифицированных научных  кадров.

## История
В 1969 году в Академии медицинских наук СССР был создан Институт медицинской генетики, ставший ведущей медицинской организацией СССР по проблемам генетики человека. В 1989 году институт был реорганизован во Всесоюзный медико-генетический научный центр АМН СССР. В 1992 году центр был включён в состав учреждений Российской академии медицинских наук (РАМН) с названием «Медико-генетический научный центр». В 2013 году центр был передан в ведение Федерального агентства научных организаций (ФАНО).
При организации института в 1969 году директором был назначен Н. П. Бочков, который управлял им вплоть до 1989 года. С 1989 по 2004 год центр возглавлял В. И. Иванов. С 2004 года директором МГНЦ был Е. К. Гинтер. С 2015 года по настоящее время директором ФГБНУ "МГНЦ" является академик РАН, главный внештатный специалист по медицинской генетике, д.м.н. С.И. Куцев. 

## Структура
Области научных интересов центра: фундаментальные научные исследования по генетике человека и медицинской генетике, включая такие проблемы, как структурно-функциональный анализ генома человека на молекулярном, биохимическом, клеточном и организменном уровнях; распространение, этиология и патогенез наследственных болезней, их диагностика, профилактика и лечение; мутационный процесс у человека, изменения генофонда популяций человека в связи с техногенными загрязнениями среды обитания.
Медико-генетический научный центр предоставляет бесплатную консультацию врача-генетика и проводит широкий перечень исследований для диагностики генетических заболеваний. В МГНЦ постоянно разрабатываются и внедряются в практику новые методы диагностики наследственных болезней.
В институте функционируют консультативное отделение, где ведут прием врачи-генетики, а также научные лаборатории: лаборатория молекулярной биологии, лаборатория наследственных болезней обмена веществ, лаборатория ДНК-диагностики, лаборатория молекулярной генетики сложно наследуемых заболеваний, лаборатория цитогенетики, лаборатория мутагенеза, лаборатория эпигенетики, лаборатория генетической эпидемиологии, лаборатория генетики нарушений репродукции, лаборатория популяционной генетики человека, лаборатория генетики стволовых клеток, лаборатория редактирования генома, лаборатория эпигенетики ожирения и диабета, научно-клинический отдел муковисцидоза.
На базе Медико-генетического научного центра имени академика Н.П. Бочкова создан Институт высшего и дополнительного профессионального образования (ИВиДПО), который предоставляет возможность получить самое современное образование в области медицинской генетики и генетики человека по программам подготовки кадров в аспирантуре и ординатуре, а также по программам дополнительного профессионального образования.
Наличие собственной поликлинической базы в сочетании с современным лабораторным комплексом, оснащенным высокотехнологичным оборудованием, делает МГНЦ уникальным учреждением, позволяющим получить полноценные знания и практические навыки по специальностям ординатуры «генетика» и «лабораторная генетика» и по направлениям подготовки аспирантуры по научной специальности «генетика».
Важным преимуществом образовательной базы МГНЦ является кадровый состав преподавателей и научных сотрудников, многие из которых являются ведущими специалистами в своей области, широко известными как в России, так и за рубежом. Огромный опыт и высокий научный уровень наших сотрудников позволяет осуществлять подготовку грамотных, перспективных, конкурентно-способных выпускников для работы как в области практической медицины, так и фундаментальных научных исследований.
ИВиДПО ФГБНУ "МГНЦ" включает несколько кафедр: медицинской генетики, молекулярной генетики и биоинформатики, цитогенетики и хромосомных болезней, биохимической генетики и наследственных болезней обмена веществ, биоэтических проблем медицинской генетики, генетики неврологических болезней, генетики эндокринных болезней, онкогенетики, офтальмогенетики, генетики болезней дыхательной системы, кардиогенетики и наследственных болезней соединительной ткани, кафедру организации здравоохранения, общественного здоровья и медико-генетического мониторинга. 
ФГБНУ «Медико-генетический научный центр» является одним из учредителей журнала «Медицинская генетика». В журнале публикуются научные результаты работы института и других исследователей по молекулярным основам моногенных заболеваний, цитогенетике и хромосомным болезням, пренатальной диагностике, эпигенетике, наследственным болезням обмена веществ, клинической генетике и др.